# Imrane Oulad Omar
Imrane Oulad Omar (Amsterdam, 11 december 1997) is een Nederlands-Marokkaans voetballer die als middenvelder voor speelt.

## Carrière
Imrane Oulad Omar maakte zijn debuut voor Achilles '29 op 21 oktober 2016, in de met 2-0 verloren uitwedstrijd tegen RKC Waalwijk in de Eerste divisie. Hij kwam in de 73e minuut in het veld voor Joey Dekkers. Hij degradeerde met de club naar de Tweede divisie. In januari 2018, na het faillissement van de prof BV van de club, verliet hij Achilles '29 en vond begin maart in het Slowaakse AS Trenčín een nieuwe club. In augustus 2018 maakte Oulad Omar de overstap naar FC Den Bosch. Een jaar later ging hij naar het Roemeense FC Academica Clinceni dat uitkwam in de Liga 1. Eind februari 2020 ging hij naar Lokomotivi Tbilisi in Georgië. In februari 2022 maakte hij de overstap naar het Russische FK Rotor Volgograd. Per 1 juli 2022 keerde hij terug in Georgië bij Dinamo Tbilisi. Daar scoorde hij 21 doelpunten in 37 competitiewedstrijden en werd hij in 2022 landskampioen en won hij in 2023 de Supercup. In september 2023 werd hij gecontracteerd door het Israëlische Hapoel Beër Sjeva. Medio 2024 ging hij naar het Armeense FC Noah.

### Statistieken
| Seizoen                       | Club                  | Competitie      | Competitie | Competitie | Beker | Beker | Overig | Overig | Totaal | Totaal |
| Seizoen                       | Club                  | Competitie      | Wed.       | Dlp.       | Wed.  | Dlp.  | Wed.   | Dlp.   | Wed.   | Dlp.   |
| ----------------------------- | --------------------- | --------------- | ---------- | ---------- | ----- | ----- | ------ | ------ | ------ | ------ |
| 2016/17                       | Jong Achilles '29     | Derde div. Zon. | 17         | 8          | –     | –     | –      | –      | 17     | 8      |
| 2016/17                       | Achilles '29          | Eerste divisie  | 21         | 2          | 0     | 0     | –      | –      | 21     | 2      |
| 2017/18                       | Achilles '29          | Tweede divisie  | 15         | 4          | 3     | 1     | –      | –      | 18     | 5      |
| 2017/18                       | AS Trenčín            | Fortuna Liga    | 2          | 0          | 0     | 0     | 1      | 0      | 3      | 0      |
| 2018/19                       | AS Trenčín            | Fortuna Liga    | 0          | 0          | 0     | 0     | 0      | 0      | 0      | 0      |
| 2018/19                       | FC Den Bosch          | Eerste divisie  | 17         | 3          | 1     | 0     | 0      | 0      | 10     | 1      |
| 2018/19                       | Jong FC Den Bosch     | Hoofdklasse     | 7          | 4          | –     | –     | –      | –      | 7      | 4      |
| 2019/20                       | FC Academica Clinceni | Liga 1          | 2          | 0          | 0     | 0     |        |        | 2      | 0      |
| 2020                          | Lokomotivi Tbilisi    | Erovnuli Liga   | 11         | 3          | 1     | 1     | 3      | 1      | 15     | 5      |
| Carrièretotaal                | Carrièretotaal        | Carrièretotaal  | 92         | 24         | 5     | 2     | 4      | 1      | 93     | 25     |
| Bijgewerkt op 10 januari 2021 |                       |                 |            |            |       |       |        |        |        |        |